# Cserődy János
Cserődy János, gyakran Cherődy, Cherevdy alakban is (?, 1543 – Nagyszombat, 1597. augusztus 4.) pécsi, majd egri püspök.

## Életútja
Teológiai doktor volt, majd 1573-ban esztergomi kanonok és szentbenedeki prefektus lett. 1575-ben nemességet kapott. 1582-ben kinevezett, 1589. február 20-án megerősített tinnini címzetes püspök, 1583-tól nyitrai főesperes, 1588. január 17-től szentistváni prépost. 1592. szeptember 5-től pécsi püspök és az esztergomi főegyházmegye apostoli adminisztrátora. VIII. Kelemen pápa 1593. július 19-én erősítette meg.
1596. június 17-én Rudolf király egri megyéspüspökké nevezte ki, de székvárosát nem is látta, mert Eger ez év október 12-én török kézre került. A Kamarától 4000 forint évdíjat kapott, bár az 1596-ban visszaállította az egri püspököt megillető dézsmákat. 1597-ben a pozsonyi országgyűlés 38. törvénycikke az egri káptalan székhelyévé Kassát tette. Cserődy nem kapott püspöki megerősítést, és 1597 januárjában a király, kérésére, fölmentette püspöksége alól. Helynöke Kassán 1597-től Egri András volt.